# Adolf Sander (Politiker, 1864)
Adolf Sander (* 1864 in Braunschweig; † 18. März 1922) war ein deutscher Fotograf, Politiker und Abgeordneter des Sächsischen Landtages (DNVP).
Sander war über mehrere Jahrzehnte als Fotograf in Leipzig-Gohlis tätig. Er verfügte über eine umfangreiche Sammlung historischer Fotografien und Fototechnik, die er im Februar 1918 der Stadt Leipzig schenkte, die darauf aufbauend ein Fotomuseum errichten sollte, wozu es jedoch nicht kam. Er war Schatzmeister des Centralverbandes Deutscher Photographenvereine und Innungsmeister der Sächsischen Photographeninnung.
Politisch wirkte Sander zunächst von 1914 bis 1919 als unbesoldeter Stadtrat in Leipzig. Von 1920 bis zu seinem Tod 1922 war er für die Deutschnationale Volkspartei Abgeordneter des Sächsischen Landtages.